# تغيير القياس (طيران)
في النقل الجوي، تغيير المقياس لركاب أو رحلة شحن هو تغيير طائرة تحتفظ برقم الرحلة نفسه. المصطلح مستعار من ممارسة النقل بالسكك الحديدية لتغيير المقاييس. عندما تتصل رحلة مغذية برحلة على متن طائرة أكبر، فإن هذا يسمى أحيانًا رحلة قمع(funnel flight).
تغيير المقياس من النوع Y هو نقل رحلة معينة إلى رحلتين أخريين مع وجهات مختلفة ولديها رقمان لرحلتين. على سبيل المثال، قد تطير الرحلة رقم 100 من بوسطن - باريس - أثينا، وقد تطير الرحلة رقم 200 من بوسطن - باريس - روما، مع وجود محطة بوسطن - باريس على نفس الطائرة في كلتا الحالتين.
يفضل بعض الركاب، مثل الأشخاص ذوي الإعاقة أو الذين لا يميلون لإجراء اتصال، الحجز على الرحلات الجوية دون تغيير الطائرة. ومع ذلك، قد يفترض الركاب خطأً أنهم إذا كانوا مسافرين على رقم رحلة واحد، فلن يطلب منهم تغيير الطائرات. تُستخدم أرقام الرحلات الفردية عادةً للوجهة المحلية إلى الوجهة الدولية أو العودة (على سبيل المثال، من سان فرانسيسكو إلى شيكاغو إلى باريس). 

## الولايات المتحدة
اعتبارًا من عام 2001، قامت 6 شركات طيران أمريكية (أمريكان إيرلاينز، خطوط كونتيننتال الجوية، خطوط دلتا الجوية، خطوط نورث ويست الجوية، خطوط الولايات المتحدة الجوية، والخطوط الجوية المتحدة) برحلات تغيرت في المقياس. يتطلب العنوان 14 قانون اللوائح الفيدرالية (CFR) الجزء 258، "الإفصاح عن تغيير خدمات القياس"، من شركات الطيران الإفصاح للركاب، الذين يسافرون على رقم رحلة واحد، إذا كان سيُطلب منهم تغيير الطائرات أثناء الرحلة. يتطلب الجزء 258 من شركات النقل الجوي إبلاغ المستهلك بوجود تغيير في المقياس في خط سير الرحلة قبل إجراء الحجز.